# Bedik (Fatuhada)
Bedik ist ein Stadtteil der osttimoresischen Landeshauptstadt Dili. Er liegt im Suco Fatuhada (Verwaltungsamt Dom Aleixo, Gemeinde Dili).

## Lage und Einrichtungen
Bedik liegt im Südosten der Aldeia Zero III. Im Süden begrenzt die Avenida Nicolau Lobato den Stadtteil, im Westen die Rua do Nu'u-Ben, im Norden der Travessa de Aidik Funan und im Osten die Rua de Ai-Teka. Weiter westlich liegt der Stadtteil Lurumata, nördlich der Stadtteil Markoni und östlich der Stadtteil Fatuhada. Ein kleiner Kanal durchquert das Zentrum von Bedik von Süd nach Nord.
Der Sitz der Aldeia Zero III befindet sich in Bedik.